# Grand Prix Lille Métropole
De Grand Prix Lille Métropole was een veldritwedstrijd die van 2006 tot 2012 georganiseerd werd in de Franse stad Roubaix.
De veldrit kwam traditioneel aan op de wielerbaan van Roubaix, waar ook Parijs-Roubaix aankomt. De eerste editie was in 2006. In de seizoenen 2008-2009 en 2009-2010 telde de wedstrijd mee voor de Wereldbeker veldrijden. Na twee jaar uit de wereldbeker te zijn gelaten telde de Grand Prix Lille Métropole in het seizoen 2012-2013 weer mee, maar werd erna niet meer verreden.

## Erelijst

### Mannen elite
| Datum | Klassement  | Cat. | Winnaar         | Tweede           | Derde               |
| ----- | ----------- | ---- | --------------- | ---------------- | ------------------- |
| 2012  | wereldbeker |      | Sven Nys        | Kevin Pauwels    | Niels Albert        |
| 2010  | wereldbeker |      | Zdeněk Štybar   | Klaas Vantornout | Sven Nys            |
| 2009  | wereldbeker |      | Erwin Vervecken | Zdeněk Štybar    | Sven Nys            |
| 2008  |             |      | Erwin Vervecken | John Gadret      | Radomír Šimůnek jr. |
| 2007  |             |      | Gerben de Knegt | Erwin Vervecken  | John Gadret         |
| 2006  |             |      | Erwin Vervecken | John Gadret      | Gerben de Knegt     |

### Vrouwen elite

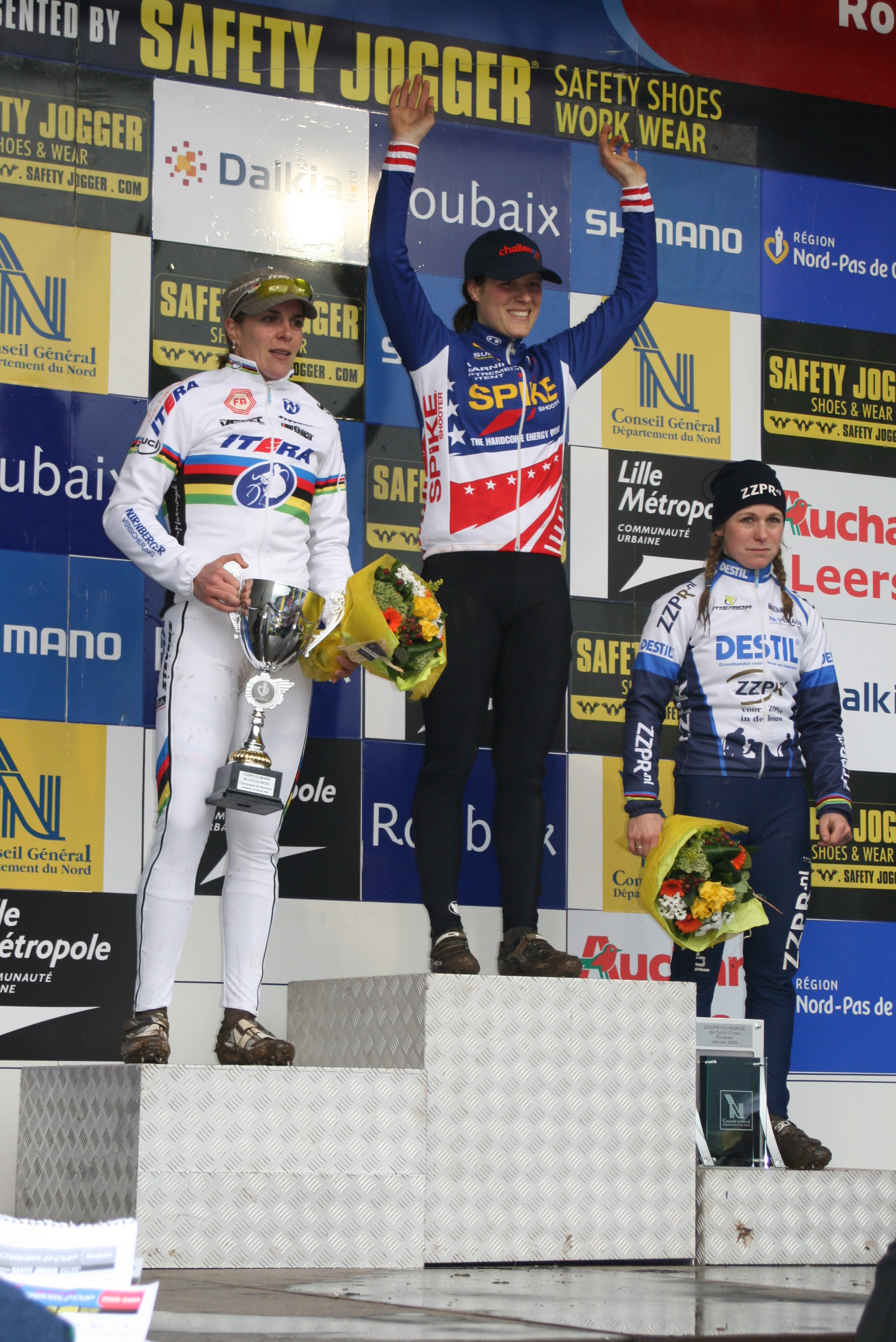
Podium vrouwen elite in 2009

| Datum | Winnaar           | Tweede            | Derde                |
| ----- | ----------------- | ----------------- | -------------------- |
| 2012  | Katherine Compton | Sanne van Paassen | Jasmin Achermann     |
| 2010  | Kateřina Nash     | Hanka Kupfernagel | Marianne Vos         |
| 2009  | Katherine Compton | Hanka Kupfernagel | Daphny van den Brand |

### Mannen beloften
| Datum | Winnaar           | Tweede         | Derde          |
| ----- | ----------------- | -------------- | -------------- |
| 2010  | Tom Meeusen       | Róbert Gavenda | Tijmen Eising  |
| 2009  | Philipp Walsleben | Aurélien Duval | Ondřej Bambula |

### Mannen junioren
| Datum | Winnaar            | Tweede           | Derde           |
| ----- | ------------------ | ---------------- | --------------- |
| 2010  | David van der Poel | Émilien Viennet  | Gert-Jan Bosman |
| 2009  | Tijmen Eising      | Wietse Bosmans   | Zach McDonald   |
| 2008  | Marek Konwa        | Anthony Cailleau | Jules Chabanon  |